# Илгышево
И́лгышево (чув. Йӑлкӑш) — деревня в Аликовском муниципальном округе Чувашской Республики. Являлась административным центром Илгышевского сельского поселения до его упразднения в 2022 году.

## Общие сведения о деревне

### География
Илгышево расположено рядом с речкой Со́рма, 5 км к северу от административного центра — Аликово. Расстояние до Чебоксар 59 км, до ж/д станции — 37 км.

### Климат
Климат умеренно континентальный с продолжительной холодной зимой и тёплым летом. Средняя температура января −12,9 °C, июля 18,3 °C, абсолютный минимум достигал −44 °C, абсолютный максимум 37 °C. За год в среднем выпадает до 552 мм осадков.

### Демография
| Жителей      | 1723 | 1795 | 1858 | 1897 | 1926 | 1939 | 1979 | 2002 | 2010 | 2012 | 2016 |
| ------------ | ---- | ---- | ---- | ---- | ---- | ---- | ---- | ---- | ---- | ---- | ---- |
| Всего        | —    | 156  | 221  | 206  | 380  | 559  | 324  | 284  | 227  | 232  | 264  |
| Мужчин       | 101  | 76   | 121  | 142  | 193  | 277  | 144  | 139  | 115  | —    | —    |
| Женщин       | —    | 80   | 100  | 164  | 187  | 282  | 180  | 145  | 112  | —    | —    |
| Домохозяйств | —    | 15   | —    | —    | 73   | —    | —    | 91   | 81   | —    | 111  |

Источники: «Электронная Чувашская энциклопедия»; официальный сайт Администрации поселения.

## Название
Слово Илгышево — русифицированное произношение чувашского самоназвания «Йăлкăш» («ярко гореть», «блестеть»).

## История
С 1917 по 1927 годы входила в Аликовскую волость Ядринского уезда. 1 ноября 1927 года вошло в Аликовский район, а 20 декабря 1962 года включено в Вурнарский район. С 14 марта 1965 года — снова в Аликовском.

## Инфраструктура
Средняя школа, фельдшерский аптечный пункт, библиотека, дендрологический парк, спортплощадка, магазин.
Деревня в основном газифицирована. Имеется КТП мощностью 400 кВА и система водоснабжения на 8,7 м3/сутки.
- Дороги: дорога республиканского значения «Чебоксары — Ишаки — Аликово».
- Улицы: Советская, Прохора Иванова, Зелёная, Школьная, Молодёжная.

### Связь и средства массовой информации
- Связь: ОАО «Волгателеком», Би Лайн, МТС, Мегафон. Развит интернет ADSL технологии.
- Газеты и журналы:Аликовская районная газета «Пурнăç çулĕпе» — «По жизненному пути» Языки публикаций: Чувашский, Русский.
- Телевидение: Население использует эфирное и спутниковое телевидение, за отсутствием кабельного телевидения. Эфирное телевидение позволяет принимать национальный канал на чувашском и русском языках.